# Øyer
Øyer – norweskie miasto i gmina leżąca w regionie Innlandet.
Øyer jest 176. norweską gminą pod względem powierzchni.
15 sierpnia 2022 w należącej do gminy miejscowości Tretten doszło do zawalenia się drewnianego mostu kratownicowego długości 148 m wybudowanego w 2012.

## Demografia
Według danych z roku 2005 gminę zamieszkuje 4840 osób. Gęstość zaludnienia wynosi 7,56 os./km². Pod względem zaludnienia Øyer zajmuje 196. miejsce wśród norweskich gmin.
| ludność stan na 1 stycznia 2005 |         |           |       |
|                                 | kobiety | mężczyźni | razem |
| osób                            | 2453    | 2387      | 4840  |
| %                               | 50,68%  | 49,32%    | 100%  |

| wykształcenie stan na 1 października 2004 |        |         |        |        |
|                                           | podst. | średnie | wyższe | niezn. |
| osób                                      | 875    | 2230    | 655    | 79     |
| %                                         | 22,79% | 58,09%  | 17,06% | 2,06%  |

## Edukacja
Według danych z 1 października 2004:
- liczba szkół podstawowych (norw. grunnskolar): 4
- liczba uczniów szkół podst.: 732

## Władze gminy
Według danych na rok 2011 administratorem gminy (norw. rådmann) jest Per H. Lervåg, natomiast burmistrzem (norw. ordfører, d. borgermester) jest Mari Helene Botterud.